# Jules Humbert-Droz
Jules Humbert-Droz, född 23 september 1891 i La Chaux-de-Fonds, död 16 oktober 1971 i La Chaux-de-Fonds, var en schweizisk kommunistledare och en av grundarna av det schweiziska kommunistpartiet. Han satt i Kommunistiska Internationalens exekutivkommitté och arbetade för Komintern under flera år på 1920-talet. I slutet av 1920-talet stödde han Bucharins högeropposition mot den sovjetiska parti- och statsledningen och förflyttades från Moskva till Latinamerika. Efter kriget blev han socialdemokrat.